# На Луне
«На Луне́» — российский приключенческий триллер режиссёра Егора Кончаловского. Премьера фильма в России состоялась 27 февраля 2020 года.

## Сюжет
Глеб, сын очень важного, обеспеченного и высокопоставленного господина, заслужил своими сомнительными подвигами на грани криминала репутацию сорвиголовы и беспредельщика. Однажды во время ночных гонок по улицам Москвы, уходя от преследования ГИБДД, Глеб не справился с управлением и сбил пешехода. Пока неприятности не улягутся, отец отсылает сына подальше в северные края, туда, где он любил охотиться ещё в 90-е и где познакомился с отшельником, живущим в лесу. Именно у него и «прячут» Глеба. Для молодого человека начинается совершенно иная жизнь с крайне непредсказуемым, мрачным и молчаливым стариком.

## В ролях
- Иван Архангельский — Глеб
- Виталий Кищенко — Виталий Сорокин, отец Глеба
- Александр Балуев — Дед
- Фёдор Бавтриков — Боб
- Степан Лапин — Кир
- Варвара Комарова — Настя
- Сейдулла Молдаханов — Бауржан Молдаханов, майор полиции
- Владимир Афанасьев — Заяц

## Где снимали фильм
«На Луне» снимали в Карелии на Ладожском озере неподалёку от города Лахденпохья. Но место действия в фильме намеренно не конкретизировано: все могло происходить и в Сибири, и на Крайнем Севере.
Это уникальные места: с одной стороны дикие, нехоженые, завораживающе красивые. Но с киношной точки зрения все же удобные: не так уж далеко от Питера или Москвы, с развитой туристической инфраструктурой, так что можно без проблем обеспечить удобствами съемочную группу. Мне кажется, у Карелии большое кинематографическое будущее.Егор Кончаловский